# Astijag
Astijag (vladao od 585. do 550. pr. Kr.) je bio vladar iz iranske dinastije Medijaca, odnosno posljednji kralj Medijskog Carstva. Na tronu je naslijedio svog oca Kijaksara, a nakon 35 godina vladavine svrgnuo ga je vlastiti unuk, perzijski vladar Kir Veliki (osnivač Perzijskog Carstva).

## Ime i etimologija
Ime „Astijag“ potječe od staroiranskog izraza Rishti Vaiga što znači „Bacač koplja“, a kroz povijest se pojavljuje u različitim oblicima; Ištumegu na akadskom jeziku, Herodot ga oslovljava Astyages, Diodor sa Sicilije Aspadas, a Ktezije i Focije I. Astuïgas. Prema jednoj inačici na grčkom jeziku, njegovo ime znači „Razarač gradova“. Na kurdskom jeziku spominje se kao Azhdihak ili Ajdihak, a na perzijskom ایشتوویگو (Ištovigu).

## Obitelj
Astijag je bio sin Kijaksara, vladara Medijskog Carstva, kojeg je naslijedio 585. pr. Kr. Oženio se Arijenom, sestrom lidijskog kralja Kreza, dok se Astijagova sestra Amitis udala za babilonskog kralja Nabukodonosora II. Ovim diplomatskim brakovima Astijag postaje rodbinski povezan s najbogatijim i najmoćnijim državama Bliskog istoka, što omogućava njegovom Medijskom Carstvu dug period mira i blagostanja. U to doba diljem Medijskog Carstva cvate zoroastrizam, u Lidiji uspjevaju slavni znanstvenici i književnici poput Solona, Ezopa i Talesa, dok Nabukodonosor II. pretvara Babilon u metropolu kakvu svijet dotad još nije vidio. Astijagova kćer Mandana udala se za perzijskog vazalskog vladara Kambiza I. s kojim je imala sina Kira Velikog, koji će kasnije svrgnuti svog djeda s prijestolja.

## Povijesni izvori
Većina informacija o Astijagu temelji se na drugom dijelu Herodotove knjige „Povijesti“, koja je pisana u 5. stoljeću pr. Kr., više od stotinu godina nakon Astijagove vladavine. Ipak, djelo grčkog povjesničara predstavlja gotovo jedini izvor informacija, dok se ostali (najčešće fragmentalni) izvori nadovezuju na njegove priče, ili pak služe za provjeru vjerodostojnosti istih.
Ne postoji sumnja u Herodotove navode kako je Astijag bio sin medijskog kralja Kijaksara, budući kako je to potvrđeno u drevnim istočnjačkim zapisima na klinastom pismu. Prema tim dokumentima, Kijaksar je već 614. pr. Kr. vladao kao medijski kralj, kada je razorio asirsko vjersko središte Ašur. Za Kijaksara se također zna kako je bio živ 585. pr. Kr., jer je tada potpisao mirovni sporazum s Lidijcima, s kojima je prethodno pet godina bio u ratu. Također, kako bi osnažio ugovor na njegovu inicijativu sklopljeni su diplomatski brakovi između Medijaca i Lidijaca; sestra lidijskog kralja Kreza (Arijena) udala se za medijskog princa i prijestolonasljednika Astijaga.
Arijena nije bila prva Astijagova žena. Naime, njegova kći Mandana udala se za perzijskog kralja Kambiza I. prije 576. pr. Kr., kada je rođen njihov sin Kir Veliki. Ovo implicira kako se Mandana morala roditi najranije 590. pr. Kr., odnosno minimalno pet godina prije medijsko-lidijskog sporazuma i političkog braka. Ovo svjedoči kako je Astijag najvjerojatnije imao ženu prije vjenčanja s Arijenom. Prema Kteziju, Astijagov unuk Kir Veliki oženio se Astijagovom kćeri koja bi istovremeno bila i Kirova ujna, što je još jedan dokaz kako se Astijag prethodno ženio.
Babilonski povjesničar Beros iz 3. stoljeća pr. Kr. spominje kako je nakon pada Ašura 614. pr. Kr. savez Medijaca i Babilonaca osnažen još jednim kraljevskim vjenčanjem; babilonski princ Nabukodonosor II. oženio je Astijagovu kćer Amitis. Ovo se pak smatra praktički nemogućim, jer u slučaju uvažavanja te priče Astijag bi trebao imati gotovo 100 godina kada je svrgnut s vlasti. Vjerojatnije je kako je Amitis bila kćer Kijaksara, odnosno Astijagova sestra.
Herodot navodi kako je Astijag vladao 35 godina poslije čega je svrgnut od strane Kira Velikog što se poklapa s babilonijskim zapisima na klinastom pismu (Nabonidove kronike), prema kojima se navedeno svrgnuće odigralo tokom šeste godine vladavine kralja Nabonida, točnije između 10. ožujka 550. i 28. ožujka 549. pr. Kr. Prema navedenim podacima lako je izračunati kako je Astijag naslijedio oca 585. pr. Kr., iste godine kada je Kijaksar potpisao sporazum s Lidijom. Razdoblja vladavine ranijih medijskih kraljeva (ukupno 150 godina) Herodot je podijelio na četiri dijela, što znači kako je svaki od četiriju kraljeva vladao pola životnog vijeka, odnosno oko 37 godina.

## Herodotova legenda o Astijagu i Kiru
Herodotova priča o Kirovom ranom životu pripada žanru legendi o napuštenoj djeci poput Edipa, Mojsija ili Romula i Rema koja se kasnije bore za kraljevski tron. Kirov nadređeni bio je njegov djed Astijag, vladar moćnog Medijskog Carstva.
Poslije Kirovog rođenja, Astijag je imao san koji je njegov svećenik protumačio kao znak da će ga njegov unuk zbaciti s prijestolja, pa je svom naredniku Harpagu naredio je da ubije dijete. Harpag, kojem moral nije dopustio da ubije novorođenče, pozvao je kraljevskog pastira Mitradata iz planinske regije pokraj granice sa Saspirom, i naredio mu da ostavi dijete da umre u planinama. Srećom, pastir i njegova žena Cina su se sažalili nad njime pa su ga prisvojili i odgojili kao svoje dijete, dok su svoje mrtvorođenče pokazali Harpagu kao Kira.
Kad je Kir imao deset godina, Herodot tvrdi da je bilo očito da Kir nije bio pastirev sin jer se ponašao previše gospodski. Nakon što je Kir u dječjoj igri dao bičevati sina medijskog plemića Artembara, kralj Astijag ispitao je dječaka i otkrio kako vrlo sliče jedan drugom. Astijag je tada zatražio od Harpaga da objasni što je učinio s djetetom, i nakon što mu je ovaj priznao kako nije ubio novorođenče, kralj ga je prevario pozivom na banket gdje mu je poslužio vlastita sina. Astijag je bio popustljiv prema Kiru, pa je dozvolio da se vrati svojim biološkim roditeljima, Kambizu i Mandani. Iako se smatra kako je Herodotova priča samo legenda, ona ipak daje uvid u likove iz Kirovog ranog života.

## Rat protiv Perzije
Perzija je bila vazalna kraljevina Medijskog Carstva od kraja 7. stoljeća pr. Kr., kada su Medijci u savezu s Babilonijom pokorili Novoasirsko Carstvo te prigrabili njene vazalne teritorije, među kojima je bila i Perzija. Tokom medijske dominacije postojale su dvije perzijske kraljevine Anšan i Parsumaš, no bile su jako povezane u političkom i rodbinskom smislu. Godine 559. pr. Kr. na anšanski (perzijski) tron dolazi Kir II. Veliki, sin Kambiza I. Budući kako je prijenos krune Parsumaša s Arsama (Arijaramnov sin) također prešao na Kira Velikog, on je objedinio dva perzijska kraljevstva pa ga se smatra prvim pravim perzijskim kraljem. Ipak, u početku Kirove vladavine Perzija je i dalje imala vazalni status pod dominacijom moćnog Medijskog Carstva kojim je vladao Astijag.
Godine 553. pr. Kr. zbog neslaganja s Astijagovom politikom Kambiz I. i Kir Veliki podižu perzijski ustanak protiv medijske dominacije nad Perzijom. Prema Nikolaju iz Damaska, pobunu je započeo Kirov otac Kambiz, dok je 24-godišnji Kir istovremeno boravio kod djeda na kraljevskom dvoru u Ekbatani. Astijag je višestruko odbijao unukove zahtjeve da posjeti roditelje u Perziji, no na nagovor perzijskog podanika Oebara ipak je Kiru dozvolio petomjesečno putovanje na jug. Prema Herodotu, odmah nakon Kirovog puta roditeljima u Perziju medijski general Harpag mu je u utrobi zeca poslao tajnu poruku o planu zavjere za svrgavanjem Astijaga, koju je Kir nosio predati svome ocu Kambizu. Astijaga su navodno prilikom zabave uznemirile riječi jedne pjesme koja je govorila o „divljoj zvijeri s juga koja kreće u rat“, što ga je podsjetilo na Kira. Na nagovor dvorskih savjetnika, odlučio je poslati 300 konjanika za zadatkom da vrate Kira na kraljevski dvor živog ili mrtvog. Medijski konjanici sustižu Kira i predaju mu kraljevu zapovjed kako se mora vratiti u Ekbatanu, na što on prividno pristaje i poziva konjanike na banket. Idućeg jutra Kir je pobjegao i požurio se u do grada Hirbe gdje ga je čekao Oebar s 5.000 perzijskih pješaka koje je Kiru postao otac Kambiz I. U bitci kod Hirbe perzijska vojska predvođena Kirom pobjeđuje medijsku konjicu pri čemu pogiba 250 Medijaca, dok se ostali požuruju informirati Astijaga o događaju. Bitka kod Hirbe bila je prvi veliki udarac Medijcima, te prvi njihov vojni poraz nakon dugo vremena. Također, bitka je nagnala medijskog kralja Astijaga da pokrene veliki vojni pohod protiv Perzijanaca, dok je Kir Veliki istovremeno pokušavao nagovoriti sjeverne satrapije na pobunu, odnosno na savez s Perzijom.
Nakon btike kod Hirbe Kir Veliki povukao se do granice s Medijom, dok je medijski vladar Astijag odlučio napasti Perziju s više od 1.205.000 vojnika. Ipak, od tog golemog broja trupa samo je manji dio sudjelovao u bitkama, dok su Perzijanci koristili sve zaspoložive snage koje su imali. Nakon neuspješnih pregovora, došlo je do glavne bitke. U bitci kod perzijske granice Astijag je predvodio 20.000 svojih osobnih čuvara, dok je nasuprot njemu stajala perzijska vojska s Atradatom na desnom krilu, Oebarom na lijevom, te Kirom na središtu koji je predvodio najhrabrije perzijske ratnike. Perzijanci su se hrabro obranili i pobili mnogo Medijaca, pa je Astijag navodno zaplakao na svom tronu i zavapio: „Kako se hrabro bore ti proždrljivci pistaccija“. Ipak, Perzijanci su bili neusporedivo brojčano nadjačani pa su se povukli u obiližnji utvrđeni grad. Kir i Oebar predložili su evakuaciju žena i djece na jug u Pasargad, te nastavak bitke sljedećeg dana. Idućeg jutra vrata grada su otvorena i svi Perzijanci su krenuli u ofenzivu, dok je Atradat (Kambiz I.) zajedno sa starcima ostao čuvati gradske zidine. Dok su se Kir i Oebar borili na bojištu, Astijag je poslao 100.000 vojnika da ih napadnu s leđa, što je prisililo Perzijance na povlačenje. Kambiz I. je nakon bitke bio teško ranjen pa ubrzo umire, a Astijag ga je dostojno pokopao.
Nakon herojskog otpora u bitci kod perzijske granice, Kir Veliki i Oebar povukli su se u planine kod Pasargada, gdje su blokirali sve uske klance koje vode u Perziju. Sa sobom su poveli i sve perzijske muškarce, žene, djecu i starce. Oebar je odlučio branili prolaze s 10.000 teških pješaka, a postavio je snage i na ceste koje su vodile u Perziju što je trebalo onemogućiti medijsko napredovanje. Istovremeno, medijski kralj Astijag odlučio je pronaći prolaz kroz planine i tako okružiti Perzijance, no to je bilo vrlo teško budući kako je planina visoka, litice strme, a prolazi blokirani velikim kamenim zidovima. Oko 100.000 Astijagovih medijskih vojnika odlučilo se penjati uz strmu planinu i tako iznenaditi Kira i perzijske civile. Medijci su potom okružili uzvisinu, nakon čega su napali prolaze koje su čuvali teško naoružani Perzijanci. Ipak, konfiguracija terena onemogućila je da medijska brojčana prednost dođe do izražaja. Istovremeno, ostatak medijskih trupa probijao se kroz gustu šumu hrastova i divljih maslina, te su nakon mukotrpnog proboja uspjeli dosegnuti perzijsku vojsku. U opsadi pasargadskog brda 10.000 vojnika (Perzijski besmrtnici) predvođenih Kirom i Oebarom uspješno se suprotstavilo deseterostruko većoj medijskoj vojsci, pri čemu je navodno poginulo čak 60.000 medijskih vojnika. Perzijanci su potukli i ostatak medijskih trupa u bitci kod Pasargada, što je označilo kraj Astijagove dominacije carstvom. Nedugo kasnije pada i medijski glavni grad Ekbatana, a Kir Veliki zarobljava Astijaga.

## Život nakon poraza
Prevrat nakon perzijskog ustanka uzrokovao je prijenos političke moći s prije dominantnih Medijaca, na drugi iranski narod - Perzijance, koji su sada dominirali nad Medijcima. Kir Veliki velikodušno se ponio prema bivšem medijskom kralju Astijagu; ostavio ga je na životu, uzeo ga za osobnog savjetnika, te obećao kako će se ponašati kao njegov legitimni nasljednik. Prema Kteziju i Ksenofontu, Kir se oženio Astijagovom kćeri Amitisom što se čini nelogičnim jer bi tada ona bila i njegova žena i ujna. Vjerojatno objašnjenje jest da se Astijag prethodno oženio još jednom ženom koja mu je rodila Mandanu, dok je Amitis bila kćer Kijaksara, odnosno Astijagova sestra. Ekbatana, dojučerašnji glavni grad Medije, zbog svoje velike strateške važnosti kontroliranja Središnje Azije postala je glavnim gradom novog, Ahemenidskog Perzijskog Carstva.
Nakon Astijagova svrgnuća, njegov šogor Krez (kralj Lidije) krenuo je u obračun protiv Kira Velikog u nadi da osveti poraz svog zeta odnosno da proširi svoje Lidijsko Carstvo na istok, što 547. pr. Kr. završava katastrofalnim porazom i padom Lidije pod Perzijsko Carstvo. Za Astijaga se pretpostavlja kako je umro 540-ih pr. Kr., a jedna od verzija smrti (prema Kteziju) govori kako ga je politički oponent Oebar prilikom putovanja iz Partije ostavio da umre u pustinji, no nakon što je Kir otkrio njegovo nedjelo general Oebar počinio je samoubojstvo kako bi izbjegao osvetu Astijagove sestre Amitise.

## Kronologija
- 610-ih pr. Kr. - rođenje Astijaga, sina medijskog vladara Kijaksara.
- 590. pr. Kr. - rođenje Astijagove kćeri Mandane.
- 585. pr. Kr. - Astijag stupa na prijestolje Medijskog Carstva.
- 577. pr. Kr. - udaja Mandane za perzijskog vladara Kambiza I.
- 576. pr. Kr. - rođenje Astijagovog unuka, odnosno Kambizovog i Mandaninog sina Kira Velikog.
- 553. pr. Kr. - izbijanje perzijskog ustanka.
- 552. pr. Kr. - neuspješni Astijagov pokušaj da spriječi Kira na njegovom putu iz Ekbatane u Perziju; pobjeda Perzijanaca u bitci kod Hirbe.
- 551. pr. Kr. - Astijag osobno kreće u gušenje perzijskog ustanka, no Kir odolijeva medijskim napadima u bitci kod perzijske granice.
- 550. pr. Kr. - poraz Astijagove vojske u opsadi pasargadskog brda i kod Pasargada.
- 550. pr. Kr. - pad medijske metropole Ekbatane; Kir Veliki osniva Ahemenidsko Perzijsko Carstvo, pošteđuje Astijagov život i uzima ga kao osobnog savjetnika.
- 540-ih pr. Kr. - smrt Astijaga.

## Poveznice
- Medijsko Carstvo
- Medijci
- Ekbatana
- Kijaksar
- Kir Veliki
- Ahemenidsko Carstvo

| Prethodnik:                            | Kralj Medije (cca 585. - 550. pr. Kr.) | Nasljednik:                          |
| Kijaksar (cca 625. - cca 585. pr. Kr.) | Kralj Medije (cca 585. - 550. pr. Kr.) | Kir Veliki (cca 550. - 530. pr. Kr.) |

## Vanjske poveznice
- Astijag (Livius.org, Jona Lendering)  Arhivirana inačica izvorne stranice od 14. svibnja 2011. (Wayback Machine)
- Astijag (enciklopedija Britannica)
- [neaktivna poveznica]